# Il faut sauver le soldat Ryan
Pour les articles homonymes, voir Ryan.
Pour plus de détails, voir Fiche technique et Distribution.
Il faut sauver le soldat Ryan (Saving Private Ryan) est un film de guerre américain réalisé par Steven Spielberg, sorti en 1998.
Le film met en scène des soldats américains qui, dans la confusion du début de la bataille de Normandie, ont pour mission de retrouver un soldat dont tous les frères sont morts au combat. La reconstitution très réaliste du débarquement de Normandie est l'un des points forts du film.
Le film a reçu des critiques élogieuses et remporté plusieurs prix ; il a également été un succès commercial et rapporté 481,8 millions de dollars à travers le monde, ce qui en fait le deuxième film le plus rentable de l'année 1998. L'Academy of Motion Picture Arts and Sciences a nommé le film pour onze Oscars et il en a reçu cinq, dont un second Oscar du meilleur réalisateur pour Steven Spielberg. L'édition en vidéo, sortie en mai 1999, engrange 44 millions de dollars de recettes.
En 2014, le film est inscrit au National Film Registry pour être conservé à la Bibliothèque du Congrès en raison de son intérêt « culturel, historique ou esthétique important ».

## Synopsis

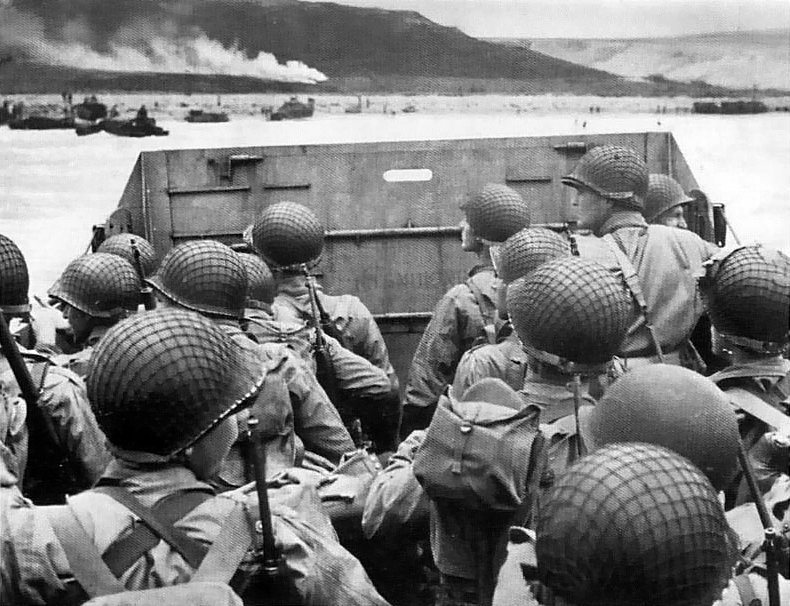
Soldats américains approchant de la plage d'Omaha Beach le 6 juin 1944, lors du D-Day, ou « Jour-J » de l'Opération Neptune.

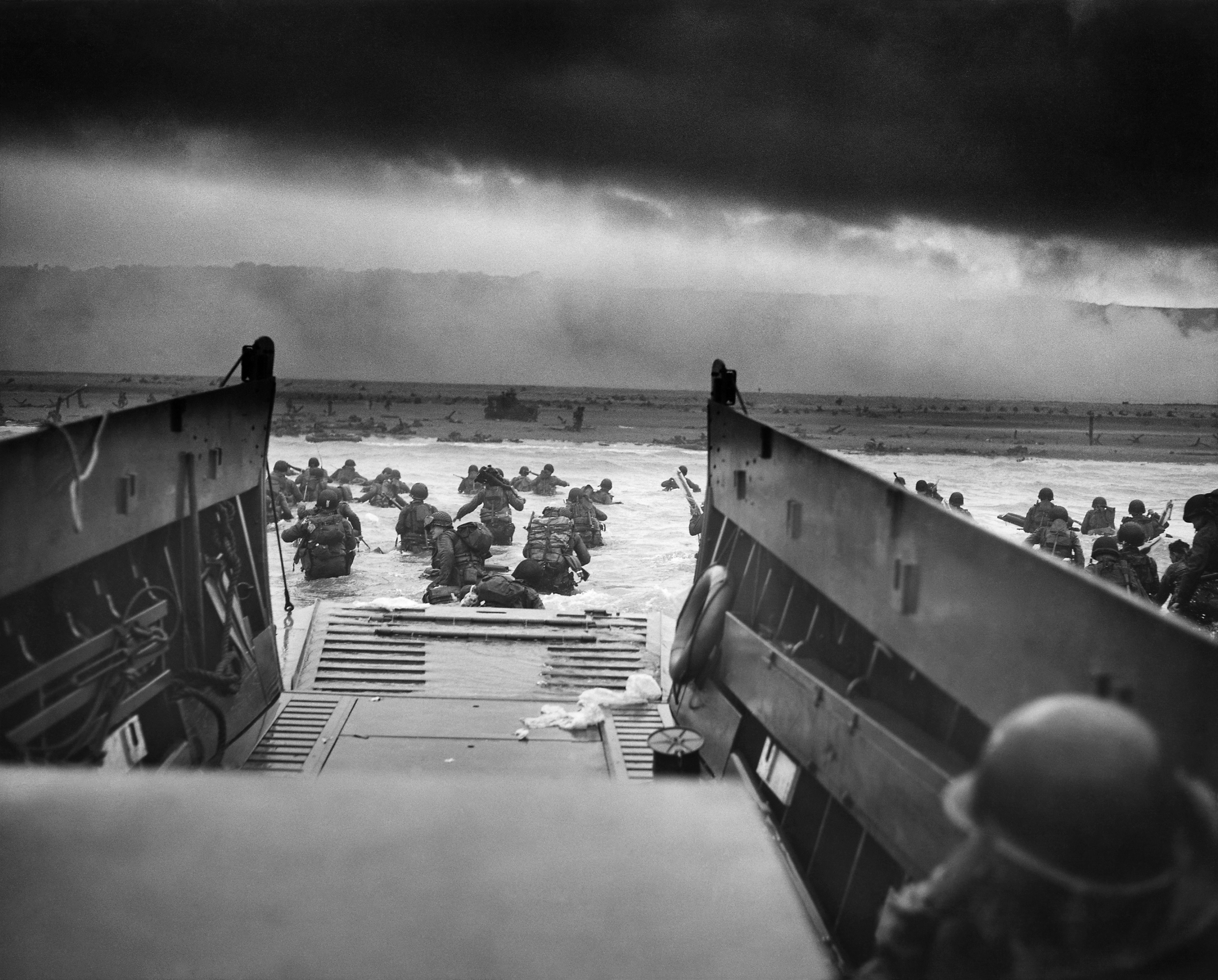
Barge de débarquement provenant de l'USS Samuel Chase, débarquant dans la matinée du 6 juin 1944 à Omaha Beach.

Un vétéran américain de la Seconde Guerre mondiale, maintenant âgé, visite en France le cimetière américain de Colleville-sur-Mer. Accompagné de sa famille et de ses petits-enfants, le vieil homme, alors qu'il s'arrête devant une pierre tombale, tombe à genoux sous le coup de l'émotion et commence à se remémorer ses souvenirs de guerre.
Au matin du 6 juin 1944, premier jour de la bataille de Normandie lors du débarquement allié en Europe. Sur la plage d'Omaha Beach, d'où débarquent les soldats américains dans le secteur « Dog Green », le capitaine John H. Miller, commandant d'une compagnie de Rangers, dirige ses hommes et lutte pour sortir en vie de la plage. Malgré le mitraillage de l'armée allemande du haut de leur blockhaus au sommet de la colline, les soldats américains se fraient un chemin et, après de durs combats, parviennent à créer une brèche dans les fortifications allemandes puis nettoient les positions défensives ennemies.
Parallèlement, on apprend que trois hommes, tous dénommés Ryan et appartenant à la même fratrie de quatre, sont morts au combat : Sean Ryan est mort sur la plage d'Omaha Beach, Peter Ryan à Utah Beach ; enfin, Daniel Ryan est mort en Nouvelle-Guinée durant la campagne du Pacifique. Le dernier frère survivant, le soldat James Francis Ryan, fait partie de la 101e division aéroportée américaine, parachutée sur le Cotentin en plein territoire ennemi et dont on est sans nouvelles. Les lettres annonçant la mort de trois des quatre fils Ryan vont parvenir à leur mère en même temps.
Informé de ces événements, le général George C. Marshall, le chef d'état-major de l'US Army basé à Washington, décide de monter une expédition de sauvetage. La mission est confiée au capitaine Miller. À la tête d'une escouade de sept hommes (le sergent Horvath, les soldats Reiben, Caparzo, Mellish et Jackson, l'infirmier Wade et le caporal Upham, un traducteur du quartier général), Miller a pour mission de retrouver Ryan et, s'il est encore en vie, de le ramener sain et sauf afin de le faire rapatrier en Amérique.
L'expédition de secours part alors à la recherche de Ryan à travers le bocage normand, au hasard de combats contre les troupes allemandes qui tentent de résister coûte que coûte à l'avancée alliée. Au fil de leur quête, et après avoir perdu successivement deux camarades (Caparzo, puis Wade) durant l'accomplissement de leur mission, certaines questions se posent à Miller et à ses hommes, qui deviennent amers et désillusionnés : arriveront-ils à retrouver ce Ryan en vie parmi le carnage qui sévit autour d'eux ? Sauver la vie de Ryan vaut-elle de risquer la leur ?
Dans un premier temps, après avoir localisé un soldat nommé « James Ryan » à Neuville, l'escouade s'aperçoit qu'il s'agit d'un homonyme. Par la suite, après avoir recueilli des informations grâce à des soldats de passage qui connaissent Ryan, le capitaine Miller apprend que celui-ci se trouve au village de Ramelle. Arrivés non loin du village, Miller et ses hommes retrouvent Ryan par hasard, après avoir détruit un blindé allemand dans une embuscade à laquelle participait le groupe de Ryan. Retournant à Ramelle avec Miller et ses hommes, James Ryan refuse de quitter son poste, malgré l'ordre du capitaine Miller de le ramener avec eux. Finalement, Miller décide de rester à Ramelle avec ses hommes afin d'aider à la défense du pont, les troupes allemandes étant sur le point d'arriver et menaçant de reprendre cet objectif stratégique.
Les soldats américains se préparent alors à défendre le pont de Ramelle face aux troupes allemandes, composées d'éléments de la 2e division Panzer SS avec deux chars Tigre et deux chasseurs de chars Marder plus une cinquantaine d'hommes d'infanterie, selon le rapport du soldat Jackson qui observe l'ennemi depuis son poste, au sommet du clocher de l'église du village.
Malgré un combat acharné pour défendre le pont, au cours duquel les soldats américains infligent de lourdes pertes aux troupes allemandes (mettant notamment hors de combat l'un des deux chars Tigre, qu'ils immobilisent avec des « bombes magnétiques »), les défenseurs de Ramelle sont finalement submergés par le nombre ; les soldats Jackson et Mellish sont tués, ainsi que le sergent Horvath. Le caporal Upham, immobilisé par la peur, évite les combats et se cache.
À court de solutions, le capitaine Miller tente en dernier recours de faire sauter le pont, mais il se fait tirer dessus par un soldat allemand, celui-là même que Miller et ses hommes avaient auparavant capturé pour ensuite le relâcher, et qui a depuis rejoint une unité de combat allemande. Après avoir essayé de récupérer le détonateur des explosifs du pont, Miller aperçoit le deuxième char Tigre arriver dans sa direction. Incapable de bouger à cause de sa blessure, il tire en désespoir de cause sur le char avec son pistolet, tandis que le tank atteint le pont. Mais soudainement, le char explose ; Miller aperçoit alors un chasseur P-51 Mustang qui, survolant la zone, vient de détruire le char. Peu de temps après, des unités blindées et des soldats américains arrivent en renfort et mettent en déroute les troupes allemandes restantes. Tandis que les Allemands battent en retraite, Upham sort de sa cachette et abat le soldat qu'il a vu tirer sur Miller, mais permet à ses camarades de fuir.
Les soldats Ryan et Reiben, seuls autres rescapés des troupes américaines de Ramelle, font face au capitaine Miller qui gît mourant, au sol sur le pont. Tandis que Reiben part en urgence à la recherche d'un médecin, Ryan s'agenouille pour écouter Miller prononcer ses derniers mots à son oreille, le capitaine lui disant « James... mérite-ça. Mérite-le », avant que celui-ci ne succombe à ses blessures.
Alors que Ryan se tient au-dessus du corps sans vie du capitaine Miller, les années commencent à s'ajouter à son visage et il redevient le vétéran âgé, debout à côté de la tombe du capitaine Miller au cimetière de Colleville-sur-Mer. James Ryan demande alors à son épouse s'il a été digne d'un tel sacrifice, s'il a été « un homme bien ». Comprenant ce qu'il veut dire après avoir regardé la tombe, celle-ci lui répond qu'il l'est. Ryan salue ensuite la tombe du capitaine Miller.
La dernière séquence montre le drapeau des États-Unis flottant dans le ciel, comme au tout début du film.

## Fiche technique
Sauf indication contraire, les informations mentionnées dans cette section peuvent être confirmées par les bases de données cinématographiques IMDb et Allociné,  présentes dans la section « Liens externes ».
- Titre original : Saving Private Ryan

Logo original du film.

- Titre français : Il faut sauver le soldat Ryan
- Réalisation : Steven Spielberg
- Scénario : Robert Rodat
- Musique : John Williams
- Direction artistique : Tom Brown, Daniel T. Dorrance, Ricky Eyres, Chris Seagers et Alan Tomkins
- Décors : Thomas E. Sanders et Phill Zagajewski
- Costumes : Joanna Johnston
- Maquillage : Lois Burwell, Conor O’Sullivan, Daniel C. Striepeke[1]
- Coiffure : Jeanette Freeman
- Photographie : Janusz Kamiński
- Son : Richard Hymns, Ron Judkins, Andy Nelson, Gary Rydstrom, Gary Summers
- Montage : Michael Kahn
- Effets spéciaux : David Brighton, Paul Corbould, John Evans, Kevin Herd, David Hunter
- Production : Ian Bryce, Mark Gordon, Gary Levinsohn (en) et Steven Spielberg
  - Production associée : Kevin de la Noy et Mark Huffam
  - Coproduction : Bonnie Curtis et Allison Lyon Segan
- Sociétés de production : Amblin Entertainment, H2L Media Group et Mark Gordon Productions (non crédité), en association avec Mutual Film Company, présenté par Dreamworks Pictures et Paramount Pictures
- Sociétés de distribution : DreamWorks Distribution (États-Unis) ; Paramount Pictures (Canada) ; United International Pictures (France, Belgique)
- Budget : 70 millions de $[2],[3]
- Pays de production :  États-Unis
- Langues originales : anglais, français, allemand et tchèque
- Format : couleur (Technicolor) — 35 mm — 1,85:1 (Panavision) — son DTS / Dolby Digital / SDDS / Dolby stéréo / Dolby Atmos / Dolby Digital EX
- Genre : guerre, drame
- Durée : 169 minutes
- Dates de sortie[4] :
  - États-Unis : 21 juillet 1998 (première mondiale à Westwood, Los Angeles)[5] ; 24 juillet 1998 (sortie nationale) ; 5 février 1999 (ressortie) ; 10 février 2015 (War & Memory Film Festival)
  - Québec : 24 juillet 1998[6]
  - France : 5 septembre 1998 (Festival du cinéma américain de Deauville) ; 30 septembre 1998 (sortie nationale)[7] ; 6 juin 2024 (ressortie)
  - Belgique : 30 septembre 1998[8]
  - Suisse romande : 10 mars 1999[9]
- Classification :
  - États-Unis : les enfants de moins de 17 ans doivent être accompagnés d'un adulte (R – Restricted)[N 5]
  - France : tous publics avec avertissement lors de sa sortie[10],[N 6], puis déconseillé aux moins de 12 ans[réf. souhaitée]
  - Belgique : tous publics (Alle Leeftijden)[8]
  - Suisse romande : interdit aux moins de 16 ans[11]
  - Québec : 13 ans et plus (violence) (13+ / 13 years and over)[6]

## Distribution
- Tom Hanks (VF : Jean-Philippe Puymartin) : le capitaine John H. Miller
- Edward Burns (VF : Ludovic Baugin) : le soldat de 1re classe Richard Reiben
- Tom Sizemore (VF : Renaud Marx) : le technical sergeant (en) Michael Horvath
- Matt Damon (VF : Damien Boisseau) : le soldat de 2e classe James Francis Ryan
- Barry Pepper (VF : Emmanuel Garijo) : le soldat de 1re classe Daniel Jackson
- Adam Goldberg (VF : Luc Boulad) : le soldat de 1re classe Stanley Mellish
- Vin Diesel (VF : Lionel Melet) : le soldat de 1re classe Adrian Caparzo
- Giovanni Ribisi (VF : Damien Witecka) : l'infirmier Irwin Wade
- Jeremy Davies (VF : Mathias Kozlowski) : le caporal Timothy E. Upham
- Leland Orser (VF : William Coryn) : le lieutenant DeWindt, pilote du planeur
- Ted Danson (VF : Robert Guilmard) : le capitaine Fred Hamill à Neuville
- Nathan Fillion (VF : Fabrice Josso) : le soldat James Frederick Ryan
- Bryan Cranston (VF : Pierre Dourlens) : Mac, le colonel manchot au département de la Guerre à Washington
- Dennis Farina (VF : Michel Fortin) : le lieutenant-colonel Anderson
- Paul Giamatti (VF : Daniel Lafourcade) : le sergent Hill à Neuville
- Harve Presnell (VF : Pierre Hatet) : le général George C. Marshall
- David Vegh[12][réf. non conforme] (VF : Didier Cherbuy) : le parachutiste Oliver
- Ryan Hurst (VF : Éric Etcheverry) : le parachutiste Michaelson
- Dale Dye (VF : Hervé Jolly) : un colonel du département de la Guerre à Washington
- Harrison Young : James Francis Ryan, 50 ans plus tard
- Joerg Stadler : « Steamboat Willie », le soldat allemand capturé puis relâché
- Stéphane Cornicard (VF : lui-même) : Jean

Sources et légende : version française (VF) sur Allodoublage et Doublagissimo

## Production

### Genèse et développement
Le film est inspiré de l'histoire réelle des frères Niland, une fratrie de soldats américains tués pendant la Seconde Guerre mondiale, même si le scénario du film est en grande partie de la fiction. Le rapatriement est inspiré de l'histoire des cinq frères Sullivan et de la politique du seul survivant.
Par ailleurs, la lettre d'Abraham Lincoln à Madame Bixby, lue par le général George C. Marshall vers le début du film, et qui sert de justification à l'envoi d'un commando de GI pour retrouver Ryan, est authentique. À la fin du film, une voix off lit la lettre que le général Marshall adresse à madame Ryan pour lui annoncer que James est vivant et va être rapatrié. Elle reprend certains des passages de la lettre de Lincoln.

### Attribution des rôles
Pour le rôle principal du capitaine Miller, les producteurs Mark Gordon et Gary Levinsohn (en) avaient initialement envisagé les acteurs Harrison Ford ou Mel Gibson.
Pour le rôle-titre du soldat James Francis Ryan, plusieurs acteurs furent envisagés : Neil Patrick Harris, Edward Norton, ce dernier préférant aller jouer dans American History X. Le réalisateur Steven Spielberg engagea finalement Matt Damon, alors inconnu à l'époque, après l'avoir remarqué dans le film de guerre À l'épreuve du feu et après qu'il lui fut présenté par son ami, Robin Williams (Willams et Damon ayant juste auparavant travaillé ensemble dans Will Hunting).
Steven Spielberg engagea Vin Diesel après l'avoir vu dans le court-métrage Multi-Facial ainsi dans le film Strays (1997), que Diesel réalisa tout en y interprétant le personnage principal.
Spielberg souhaitait également engager Michael Madsen, Quentin Tarantino ou Billy Bob Thornton pour le rôle de Michael Horvath, avant de le confier à Tom Sizemore, remarqué dans True Romance et Tueurs nés. Par ailleurs, Tarantino dut refuser car il s'apprêtait à réaliser Jackie Brown. Billy Bob Thornton était lui phobique à l'eau. Pour pouvoir tourner dans le film de Spielberg, Tom Sizemore se désengagea du tournage du film La Ligne rouge, l'autre grand film de guerre de 1997.

### Tournage
Le tournage débute le 27 juin 1997. 90 % des plans sont tournés en caméra portée (à l'épaule, ou steadicam). 60 % des couleurs sont retirées lors du développement de la pellicule, qui a en outre subi un traitement sans blanchiment.[réf. souhaitée]
La scène sur le débarquement à « Omaha Beach », très réaliste, voire choquante pour certains par sa brutalité crue, constitue l'un des points forts du film, en exposant le contexte humain du sacrifice, de la souffrance et de la solidarité des hommes au combat. Steven Spielberg a déclaré s'être inspiré de la série de photographies Jour J réalisée par Robert Capa le jour du débarquement de Normandie.
Le film a reçu de très bonnes critiques sur le réalisme des scènes de combat. Plusieurs des acteurs principaux du film dont Edward Burns, Barry Pepper, Vin Diesel, Giovanni Ribisi et Tom Hanks ont dû suivre, pour se préparer à leurs rôles, un entraînement militaire de plusieurs jours, reproduisant les conditions rencontrées par les soldats américains lors de la bataille de Normandie. La séquence reproduisant le débarquement à Omaha Beach fut élue « meilleure scène de bataille de tous les temps » par le magazine anglais Empire[réf. souhaitée].
Vingt à trente personnes amputées furent figurantes pour jouer les soldats grièvement blessés lors de ce débarquement. Des caméras sous-marines furent utilisées pour montrer les soldats, sous l'eau : on estime que plus d'un quart des pertes américaines à Omaha sont dues aux noyades, les soldats tombés à l'eau avec leur lourd paquetage ne pouvant y évoluer que très difficilement (malgré leurs système de double bouée gonflable). Environ 2 500 soldats des Forces de Défense irlandaises ont été mis à disposition pour le tournage du film[réf. non conforme]. Certaines associations américaines, notamment religieuses, ont voulu couper les premières scènes du film parce que jugées trop violentes.[réf. souhaitée]

#### Lieux de tournage

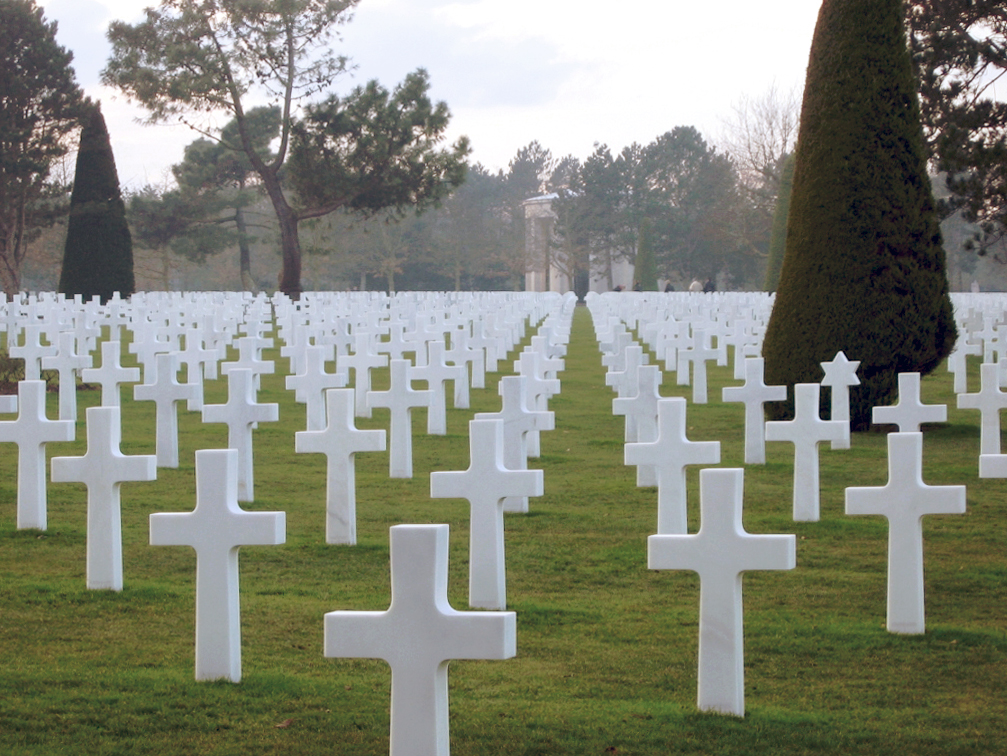
Les scènes du début et de fin du film ont été tournées au cimetière américain de Colleville-sur-Mer.

La scène du débarquement de Normandie a été filmée en Irlande et a coûté 11 millions de dollars, impliquant plus de 1 000 figurants qui étaient pour la plupart des réservistes de l'armée irlandaise. Deux mille armes (réelles ou factices) sont utilisées pour le tournage de cette scène. Les barges de débarquement incluaient deux exemplaires de la Seconde Guerre mondiale. Originellement, Steven Spielberg souhaitait filmer la majeure partie des scènes extérieures en Normandie, mais dut y renoncer à la suite du refus des autorités locales ; seule la séquence dans le cimetière américain de Colleville-sur-Mer y a été tournée.
Le village de Ramelle a été créé pour le film ; il n'existe pas de village de ce nom dans la région. En revanche, une partie des lieux cités dans le film sont bien authentiques : outre Omaha Beach, Neuville-au-Plain, Valognes et Vierville sont de véritables lieux en Basse-Normandie.
Lieux de tournage
- Calvados, Colleville-sur-Mer (France) (cimetière américain de Colleville-sur-Mer)
- Plages de Curracloe[22],[23] et Comté de Wexford (Irlande)
- Hatfield, Londres et Thame Park (en) (Royaume-Uni)

### Bande originale
La musique du film est composée par John Williams, fidèle collaborateur de Steven Spielberg. Par ailleurs, les chansons C'était une histoire d'amour et Tu es Partout sont incluses dans la bande sonore du film, dans les versions interprétées par Édith Piaf en 1943. Figure également le morceau Solitude de Duke Ellington.

## Accueil

### Accueil critique
Il faut sauver le soldat Ryan a été salué par la critique et le public ; une grande partie des éloges a été faite pour la réalisation de Spielberg, les scènes de combat réalistes, le jeu des acteurs, la partition de John Williams, la direction de la photo, le montage et le scénario.
Sur le site agrégateur de critiques Rotten Tomatoes, le film obtient un score de 93 % d'avis favorables, sur la base de 142 critiques collectées et d'une note moyenne de 8,60/10 ; le consensus du site indique : « Ancré par une autre performance gagnante de Tom Hanks, le film de guerre stoïquement réaliste de Steven Spielberg redéfinit pratiquement le genre ». Sur Metacritic, le film obtient une note moyenne pondérée de 91 sur 100, sur la base de 35 critiques collectées ; le commentaire du site indique « Acclamation générale » (Universal acclaim).
Le film est aussi salué en France, le site Allociné lui attribuant une note moyenne de 4,3/5 de la part des spectateurs et de 3/5 de la part des critiques de presse.

### Box-office
| Pays ou région    | Box-office        | Date d'arrêt du box-office | Nombre de semaines |
| ----------------- | ----------------- | -------------------------- | ------------------ |
| États-Unis Canada | 216 540 909 $     | -                          | -                  |
| France            | 4 143 325 entrées | -                          | -                  |
| Total mondial     | 481 840 909 $     | -                          | -                  |

## Distinctions

### Récompenses
Oscars 1999 :
- Oscar du meilleur réalisateur pour Steven Spielberg
- Oscar de la meilleure photographie pour Janusz Kaminski
- Oscar du meilleur montage pour Michael Kahn
- Oscar du meilleur son pour Gary Rydstrom, Gary Summers, Andy Nelson et Ronald Judkins
- Oscar du meilleur mixage de son pour Gary Rydstrom, Gary Summers, Andy Nelson et Ronald Judkins

Golden Globes 1999 :
- Golden Globe du meilleur film dramatique
- Golden Globe du meilleur réalisateur pour Steven Spielberg

British Academy Film Awards 1999 :
- BAFTA du meilleur son
- BAFTA des meilleurs effets visuels

Autres récompenses :
- Los Angeles Film Critics Association Award : LAFCA du meilleur film
- Lions tchèques : Meilleur film étranger
- Grammy Award : Meilleure musique de film
- Russian Guild of Film Critics : Meilleur film étranger

### Nominations
Oscars 1999 :
- nomination à l'Oscar du meilleur film
- nomination à l'Oscar du meilleur acteur pour Tom Hanks
- nomination à l'Oscar des meilleurs décors pour Thomas E. Sanders et Lisa Dean
- nomination à l'Oscar des meilleurs maquillages et coiffures
- nomination à l'Oscar de la meilleure musique de film pour John Williams
- nomination à l'Oscar du meilleur scénario original pour Robert Rodat

Golden Globes 1999 :
- nomination au Golden Globe de la meilleure musique de film pour John Williams
- nomination au Golden Globe du meilleur acteur pour Tom Hanks
- nomination au Golden Globe du meilleur scénario

British Academy Film Awards 1999 :
- nomination au British Academy Film Award du meilleur film
- nomination au British Academy Film Award du meilleur réalisateur pour Steven Spielberg
- nomination au British Academy Film Award du meilleur acteur pour Tom Hanks
- nomination au British Academy Film Award des meilleurs décors
- nomination au British Academy Film Award de la meilleure musique de film pour John Williams
- nomination au British Academy Film Award de la meilleure photographie
- nomination au British Academy Film Award du meilleur montage
- nomination au British Academy Film Award des meilleurs maquillages et coiffures

Autres nominations :
- César 1999 : nomination au César du meilleur film étranger
- Prix du cinéma européen : nomination au Screen International du film non-européen de l'année

### Conservation
En 2014, le film est inscrit au National Film Registry pour être conservé à la bibliothèque du Congrès américain, en raison de son intérêt « culturel, historique ou esthétique important ».

## Analyse

### Invraisemblances et erreurs chronologiques
Le film comporte diverses erreurs. Certaines, selon Steven Spielberg, sont volontaires pour renforcer l'aspect dramatique de certains moments du film ; d'autres, comme pour les blindés allemands ont des raisons techniques ; enfin, certaines seraient dues au conseiller Dale Dye, dont l'expérience est postérieure à la Seconde Guerre mondiale (Viêt Nam et Liban) :
Scènes du débarquement :

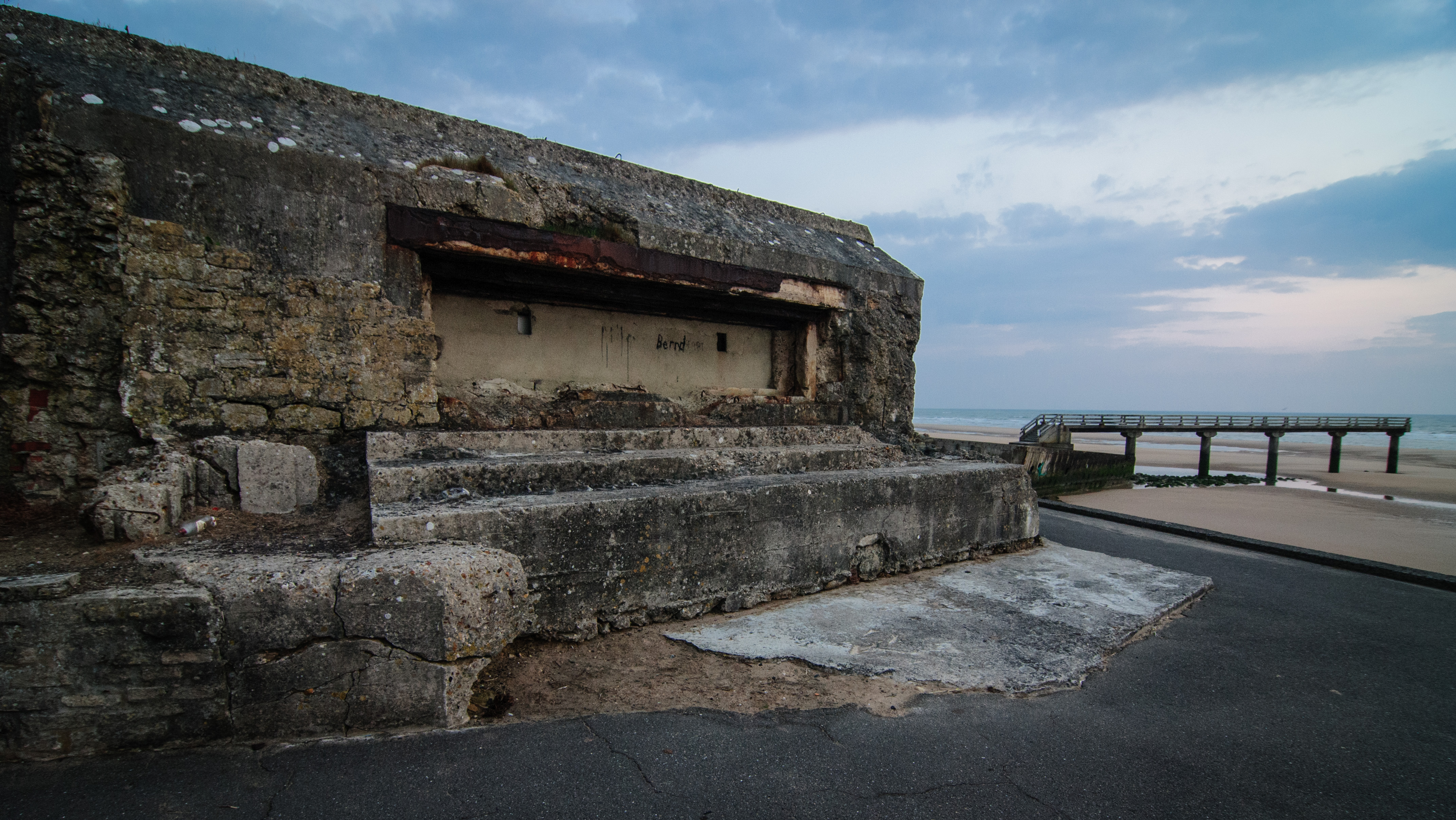
Casemate pour canon de 50 mm du WN72, dans le secteur Dog Green.

- les fortifications du mur de l'Atlantique présentes dans le film ne ressemblent pas aux fortifications originales ; les plus importantes casemates du secteur « Dog Green » (WN71 et WN72) couvraient la plage par un tir de flanc (en diagonale)[36] ;
- certains obstacles de plage constitués de troncs d'arbres, fichés de biais dans le sol et reposant sur un poteau, ont été placés à l'envers : la partie inclinée de l'ouvrage aurait dû faire face à la mer[37] pour que les barges de débarquement alliées glissent dessus et fassent exploser la mine placée au sommet[38]. Le général allemand Erwin Rommel avait conçu ces ouvrages en supposant que les Alliés chercheraient à débarquer à marée haute, pour se mettre rapidement à couvert au pied du cordon dunaire. À marée basse, ces dispositifs ne jouaient plus aucun rôle ;
- au sujet des soldats tués par les rafales allemandes sous l'eau : en réalité il est impossible d'être abattu par une balle de fusil lorsque l'on se trouve sous l'eau, ainsi qu'on le voit dans le film[39] ;

Scènes de recherche du soldat Ryan :
- au cours de la mort de Caparzo, une voiture civile immatriculée « 241 BG 50 » est montrée dans le village de Neuville en ruines, alors même que ce système de plaque d'immatriculation n'a été instauré qu'à partir du 1er avril 1950[40], et donc le numéro « 50 » n'a été attribué au département de la Manche qu'à cette même date. Durant la guerre, le système d'immatriculation (instauré en 1928) prévoyait 3 chiffres + 2 lettres (« KF », « KG » ou « KH » pour la Manche) + 1 chiffre ; cette voiture est en outre une Opel Olympia, voiture allemande qu'il est improbable de trouver dans le parc automobile français pendant l'Occupation[N 7],[40],[41].
- le brigadier général Amend, supposé avoir été tué lors du crash de son planeur est fictif. L'histoire s'inspire cependant de la mort du général Don Pratt, tué lors d'un accident de planeur le Jour J[42] ; le planeur (CG-4) n'emmenait que 13 hommes (22 dans le film) ;
- à un moment, un soldat américain (Caparzo) ramasse des pommes et les croque, chose impossible au mois de juin, les pommiers à cette période étant à peine défleuris[réf. souhaitée].

Scènes dans le village de Ramelle :

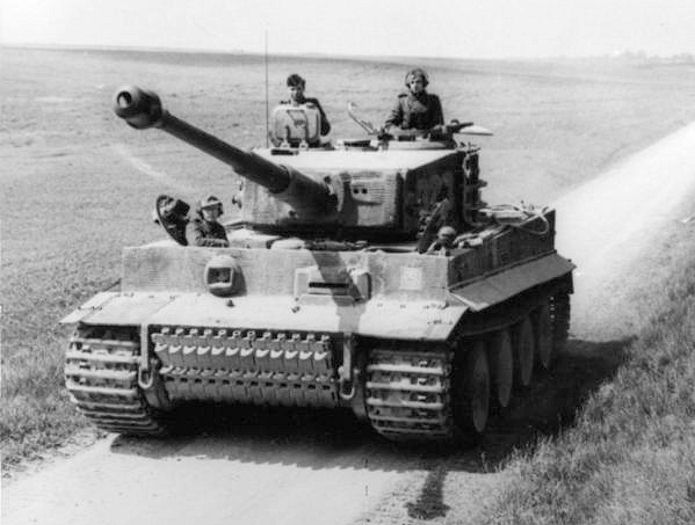
Un char Tigre.

- quand le soldat Jackson se trouve dans le clocher de l'église de Ramelle, il tire huit coups d'affilée sans recharger son fusil Springfield M1903, dont le magasin ne peut contenir que cinq cartouches[réf. souhaitée].
- le char de combat allemand Tigre I, que l'on voit dans le village de Ramelle, est monté sur un châssis de char russe T-34[43] en raison de l'impossibilité de disposer d'un authentique Tigre I en état de marche. En outre, un soldat américain parvient à tirer à l'intérieur en plaçant sa mitraillette Thompson devant la meurtrière du conducteur, chose impossible car cette ouverture disposait d'une protection à l'épreuve des balles ;
- faire figurer des Tigres I face à des soldats américains en Normandie est une erreur. Au moment où se déroule l'action du film, la première unité équipée de Tigres présente en Normandie, le 101e bataillon SS Panzer est engagée contre les Britanniques autour de Villers-Bocage[40]. Les chars du film portent l'emblème de cette unité, alors qu'on peut lire « Das Reich » sur le bras gauche de certains soldats, ou du chef de char à la tourelle du char Tigre. La division Das Reich ne fut engagée en Normandie qu'à la fin juin 1944, certes face aux troupes américaines mais bien après l'action du film. En fait, à cette période, la division Das Reich se signale bien plus au sud, dans les massacres de Tulle et d'Oradour-sur-Glane, les 9 et 10 juin 1944[44] ;
- tenir les ponts sur la rivière du Merderet était un objectif de la 82e division aéroportée lors de la mission « Boston », et non de la 101e division aéroportée[45] ;
- le clocher de l'église en ruine, dans lequel se postent Jackson et un autre soldat américain, n'a rien du style roman en Normandie. C'est en fait une copie de l'abbatiale de Conques dans l'Aveyron[réf. souhaitée] ;
- dans le village de Ramelle en ruines, on peut voir une grande peinture murale publicitaire ; celle-ci comporte une faute de français : « SUZE - L'amie de l’estomach » (de l’anglais « stomach » pour « estomac »)[46] ;

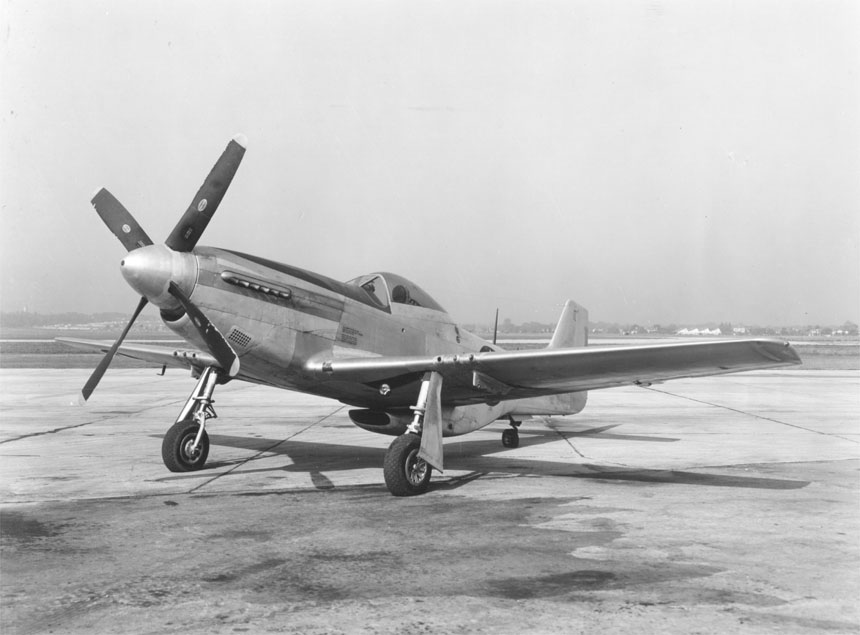
Un avion P-51D Mustang, similaire à celui du film.

- l'attaque salvatrice de l'avion P-51 Mustang est invraisemblable, et ce pour deux raisons[réf. souhaitée] : D'abord en 1944, le Mustang, meilleur chasseur allié, était utilisé en altitude pour la supériorité aérienne ou pour les escortes de bombardiers. À basse altitude, en appui au sol, l'United States Army Air Force préférait l'utilisation du Republic P-47 Thunderbolt, étant capable d'embarquer plus de charge militaire (bombes et roquettes) et plus résistant aux tirs anti-aériens, grâce à son moteur en étoile. Ensuite, dans le film cet avion d'attaque improvisé est en configuration « lisse » (sans bombes ni roquettes sous les ailes). C'est donc uniquement avec ses six mitrailleuses de calibre 12.7 mm qu'il détruit le char Tigre, ce qui est impossible. À la même époque, même le canon de 75 des M4 Sherman ne parvenait pas à percer le blindage d'un Tigre ;
- le side-car noir aux couleurs de l'Allemagne nazie, sur lequel est adossé le capitaine Miller à la fin du film, est en réalité un modèle de la marque Oural de 1963[47].

Divers :
- dans le film, la coupe des cheveux des soldats allemands est, par défaut, un crâne rasé. Or, la coupe de cheveux réglementaire des soldats allemands était dégagée sur les tempes et la nuque afin de permettre un ajustement idéal du casque, avec une longueur variable sur le dessus, qu'elle soit soignée ou hirsute. La coupe rasée était elle réservée aux recrues lors de leur phase d’incorporation et de formation initiale, ou encore aux prisonniers et déportés, pour des raisons d’hygiène en contexte de promiscuité extrême[48].

## Éditions en vidéo
En France, le film Il faut sauver le soldat Ryan est sorti le :
- 9 novembre 2000 en DVD[49]
- 11 juin 2003 en DVD édition DTS[50]
- 4 novembre 2004 en DVD coffret luxe[51] et en édition commemorative[52]
- 12 janvier 2006 en DVD édition simple[53]
- 13 mai 2008 en DVD nouvelle édition simple[54]
- 3 juin 2010 en Blu-ray édition collector[55]
- 2 septembre 2013 en Blu-ray[56]
- 21 mai 2014 en Blu-ray édition digibook[57]
- 15 octobre 2017 en VOD[7]
- 16 octobre 2018 en 4K Ultra HD + Blu-ray + Blu-ray bonus - édition 20ème anniversaire[58]
- 18 août 2021 en édition spéciale FNAC - 4K Ultra HD + Blu-ray + Blu-ray bonus - Boîtier SteelBook[59]
- 2 janvier 2024 en 4K Ultra HD[60]

## Autour du film

### Réutilisation du titre dans la presse
La presse française a repris et détourné le titre français du film pour l'utiliser dans un certain nombre d'articles relatifs à des personnes ou des entités : « Comment sauver le soldat Bouygues Telecom », « Ils n'ont pas voulu sauver le soldat Pancrate », ou encore « Il faut sauver le soldat Alstom ».

### Télévision
Dans Les Nouvelles Aventures de Lucky Luke, lors de l'épisode 31, la mère du capitaine du fort dit qu'elle doit aller sauver le soldat Ryan quand elle se déguise en soldat pour sortir du camp.

### Jeux vidéo
- Sudden Strike (2000) : Une des missions additionnelles du jeu met en scène le débarquement en Normandie sur Omaha beach, l'objectif est de secourir un dénommé Ryan.
- Conker's Bad Fur Day (2001) : la scène du débarquement est partiellement reproduite (des écureuils débarquant sous le feu d'ours en peluche), notamment le passage où un soldat hagard ayant perdu son bras le récupère et marche sans chercher à s'abriter. La scène est également présente dans le remake de ce jeu, Conker: Live and Reloaded.
- Commandos 2: Men of Courage (2001) : la huitième mission (Il faut sauver le soldat Smith) comporte beaucoup de similitudes avec le film.
- Medal of Honor : Débarquement allié (2001): la troisième mission du jeu (le débarquement sur Omaha Beach) ainsi qu'une mission qui se passe aux abords d'une tour radio reprennent la mise en scène du film.
- Medal of Honor : En première ligne (2001) : la première mission du jeu (le débarquement sur Omaha Beach) reprend quasi-intégralement et fidèlement la scène du film.
- Call of Duty 2 (2005) : à la fin du niveau de la défense de la colline 400, le sergent Randall utilise la phrase du film dite par le capitaine Miller à propos des avions P-51 Mustang : « Ce sont nos anges gardiens ».
- Call of Duty: World at War (2008) : le joueur peut incarner un soldat américain se nommant John Miller. Durant le premier niveau, un soldat nommé Ryan est attaqué au corps à corps par un soldat japonais. Si le joueur sauve le soldat Ryan de son agresseur, il obtient le succès/trophée Semper Fi.
- Forgotten Hope 2 (2007) : Une carte du jeu porte sur le combat, quoique fictif, de Ramelle-Neuville montré dans le film, comprenant des modèles 3D devant répliquer les décors de la scène.